# Spermophaga poliogenys
Spermophaga poliogenys là một loài chim trong họ Estrildidae.